# Wąwolnica (Strzelin)

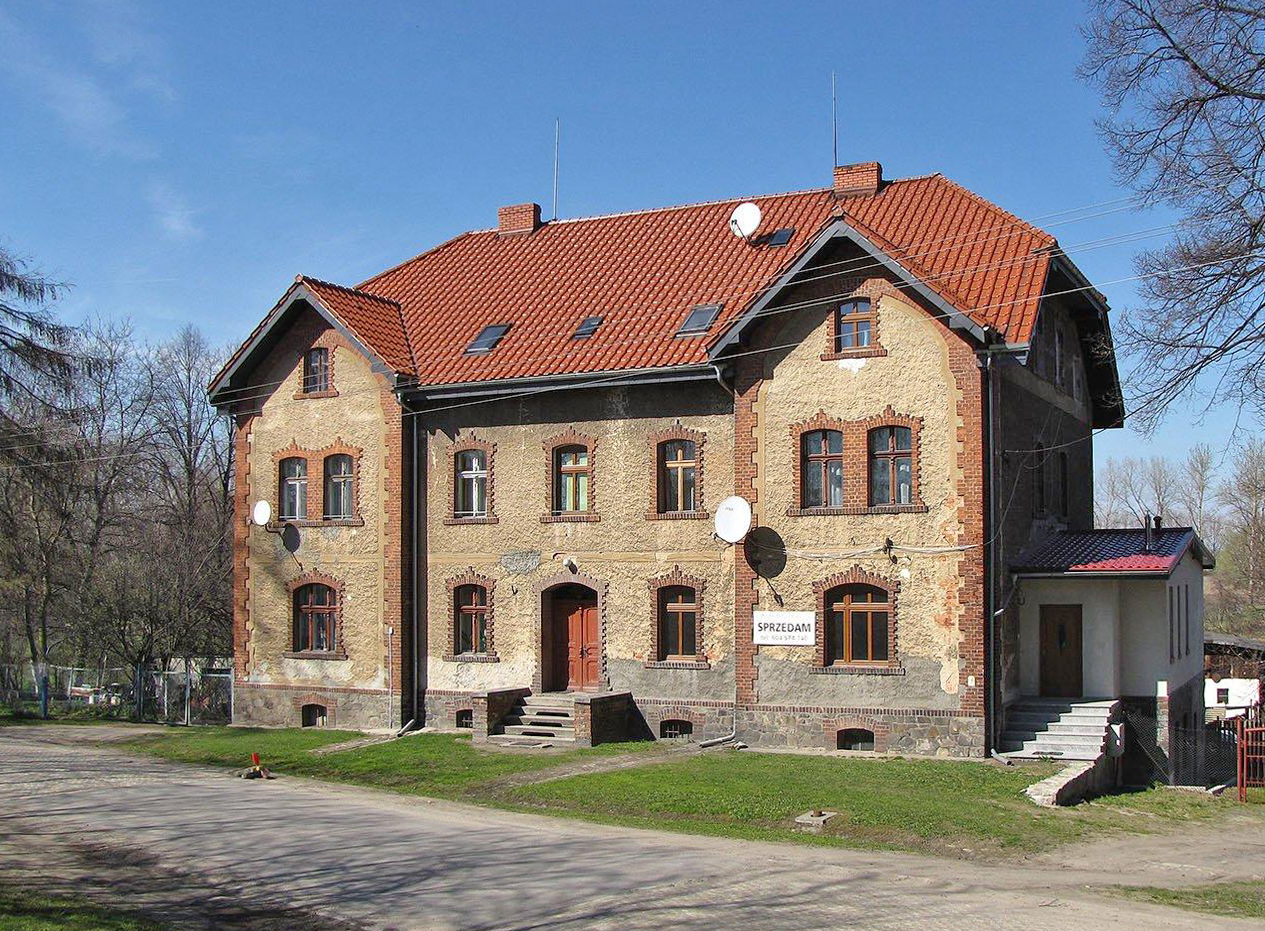
Gebäude in Wąwolnica

Wąwolnica (deutsch: Wammelwitz) ist ein Ort der Stadt- und Landgemeinde Strzelin im Powiat Strzeliński der Woiwodschaft Niederschlesien in Polen.

## Lage
Wąwolnica liegt ca. sieben Kilometer südlich von Strzelin (Strehlen).
Nachbarorte sind Lipowa (Leipitz) im Nordwesten, Komorowice (Kummelwitz) im Südwesten, Szczodrowice (Wammen) im Nordosten, Biały Kościół (Steinkirche) im Osten. 

## Geschichte
Wammelwitz geht möglicherweise eine slawische Gründung voraus, die im Zuge der Ostkolonisation Deutsches Recht erhielt. 1299 erscheint das Dorf in einer Urkunde als „Wanwolwicz“. Damals gehörte es dem Zisterzienserkloster Grüssau im Herzogtum Schweidnitz und gelangte 1313 durch Schenkung an das Klarissenkloster Strehlen. Nach der Teilung des Herzogtums Schweidnitz 1321 gehörte Wammelwitz zum Herzogtum Münsterberg. Dessen Herzog Bolko II. bestätigte 1336 im Vertrag von Straubing die böhmische Lehenshoheit. Im 14. Jahrhundert war es in Besitz der Herren von Baitzen. 1427 gelangte Wammelwitz zusammen mit Strehlen, zu dessen Weichbild es gehörte, an das Herzogtum Brieg. In der Reformationszeit ging der klösterliche Besitz an Herzog Friedrich II. von Liegnitz. In der Folge wurde Wammelwitz dem Domänenamt Rothschloß zugewiesen. Nach dem Tod des Herzogs Georg Wilhelm I. 1675, mit dem das Geschlecht der Schlesischen Piasten erlosch, fiel Wammelwitz zusammen mit dem Herzogtum Brieg als erledigtes Lehen durch Heimfall an die Krone Böhmen zurück. Nach dem Ersten Schlesischen Krieg wurde Wammelwitz 1741/42 mit dem größten Teil Schlesiens an Preußen abgetreten.  
1783 zählte das Dorf zwölf Feuerstellen und 105 Einwohner. 1845 waren es 17 Häuser, eine Freischoltisei, 114 überwiegend evangelische Einwohner (zehn katholisch), evangelische Kirche zu Steinkirche, katholische Kirche zu Danchwitz, ein Schmied und ein Schneider. 1874 wurde aus den  Landgemeinden Danchwitz, Gambitz, Geppersdorf, Steinkirche, Wammelwitz und Wammen und deren Gutsbezirken der Amtsbezirk Geppersdorf gebildet. Wammelwitz gehörte bis 1945 zum Landkreis Strehlen. Als Folge des Zweiten Weltkriegs fiel Wammelwitz mit dem größten Teil Schlesiens 1945 an Polen. Nachfolgend wurde es durch die polnische Administration in Wąwolnica umbenannt. Die Einwohner wurden größtenteils vertrieben. Die neu angesiedelten Bewohner stammten teilweise aus Ostpolen, das an die Sowjetunion gefallen war. Heute ist Wąwolnica Teil der Stadt-Land-Gemeinde Strzelin. Von 1975 bis 1998 gehörte das Dorf zur Woiwodschaft Breslau.

## Sehenswürdigkeiten
- Schloss Wammelwitz, hervorgegangen aus einer Freischoltisei der Familie Kärber, heutiger Neorenaissance-Bau aus der Mitte des 19. Jahrhunderts, umgeben von Wohn- und Wirtschaftsgebäuden und einem Landschaftspark[7]